# 足柄上郡

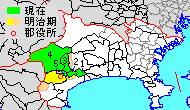
神奈川県足柄上郡の範囲（1.中井町 2.大井町 3.松田町 4.山北町 5.開成町 薄黄：後に他郡に編入された区域）

足柄上郡（あしがらかみぐん）は、神奈川県（相模国）の郡である。
人口64,178人、面積303.28km²、人口密度212人/km²。（2025年2月1日、推計人口）
現在は以下の5町で構成されている。
- 中井町（なかいまち）
- 大井町（おおいまち）
- 松田町（まつだまち）
- 山北町（やまきたまち）
- 開成町（かいせいまち）

## 郡域
上記の5町以外では、現在の行政区画では概ね以下の区域に相当する。
- 南足柄市（全域）
- 秦野市（大字菖蒲、八沢、柳川、三廻部、栃窪）
- 小田原市（大字曽比、栢山、上曽我、曽我大沢、鬼柳、下大井）

## 歴史
- 律令時代、713年（和銅6年）に出された「好字二字の制」により足上郡と表記されることとなり、これによって「あしのかみ」という読みも行われた。

### 近代以降の沿革
- 「旧高旧領取調帳」に記載されている明治初年時点での支配は以下の通り。○は村内に寺社除地（領主から年貢免除の特権を与えられた土地）が存在した。（93村）

| 知行         | 知行                     | 村数 | 村名 |
| ------------ | ------------------------ | ---- | --- |
| 幕府領       | 旗本領                   | 5村  | 遠藤村、北田村、半分形村、比奈窪村、藤沢村 |
| 藩領         | 相模小田原藩             | 85村 | ○仙石原村、○沼田村、○三竹山村、岩原村、○塚原村、駒形新宿、○炭焼所村、○中沼村、○狩野村、○飯沢村、○猿山村、○関本村、○雨坪村、福泉村、○弘西寺村、○苅野岩村、○苅野一色村、○矢倉沢村、○内山村、○平山村、○谷ケ村、○川西村、○栢山村、○曽比村、○吉田島村、○牛島村、○宮台村、○円通寺村、○中之名村、○延沢村、○金井島村、○和田河原村、○竹松村、○怒田村、○壗下村、小市村、○斑目村、岡野村、○千津島村、○鬼柳村、○西大井村、○金手村、○金子村、○上大井村、○下大井村、○上曽我村、○曽我大沢村、古怒田村、○神山村、○高尾村、○雑色村、○鴨沢村、○赤田村、○松田惣領、○松田庶子、○川村向原、○川村岸、○川村山北、皆瀬川村、都夫良野村、○湯触村、○山市場村、○神縄村、○世附村、○中川村、○玄倉村、○萱沼村、○弥勒寺村、○虫沢村、○大寺村、中山村、○宇津茂村、土佐原村、○三廻部村、○八沢村、○栃窪村、柳村、境別所村、岩倉村、久所村、田中村、松本村、○柳川村、○菖蒲村、○篠窪村 |
| 藩領         | 小田原藩・相模荻野山中藩 | 1村  | ○山田村 |
| 幕府領・藩領 | 旗本領・小田原藩         | 2村  | ○井ノ口村、○境村 |

- 慶応4年（1868年） - 徳川将軍家の府中藩への転封にともなう小田原藩の領地替えにより、荻野山中藩領を除く全域が小田原藩の管轄になる。
- 明治4年
  - 7月14日（1871年8月29日） - 廃藩置県により、小田原県、荻野山中県の管轄となる。
  - 11月14日（1871年12月25日） - 第1次府県統合により、全域が足柄県の管轄となる。
- 明治8年（1875年）（86村）
  - 苅野岩村・苅野一色村が合併して苅野村となる。
  - 萱沼村・弥勒寺村・虫沢村・大寺村・中山村・宇津茂村・土佐原村が合併して寄村となる。
- 明治9年（1876年）4月18日 - 第2次府県統合により、足柄県が神奈川県、静岡県に合併され、当郡は神奈川県の管轄となる。
- 明治11年（1878年）7月22日 - 郡区町村編制法の神奈川県での施行により、行政区画としての足柄上郡が発足。郡役所が関本村（現：南足柄市）に設置。
- 明治13年（1880年） - 郡役所が松田惣領（現：松田町）に移転。

### 町村制移行の沿革

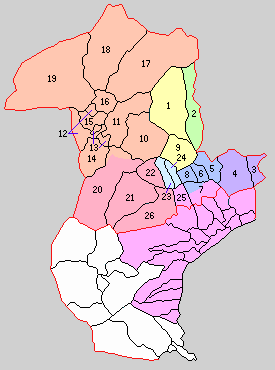
1.寄村 2.上秦野村 3.井ノ口村 4.中村 5.上中村 6.山田村 7.曽我村 8.金田村 9.松田村 10.川村 11.共和村 12.川西村 13.湯触村 14.谷ケ村 15.山市場村 16.神縄村 17.玄倉村 18.中川村 19.世附村 20.北足柄村 21.南足柄村 22.福沢村 23.酒田村 24.吉田島村 25.桜井村 26.岡本村（桃：小田原市 赤：南足柄市 橙：山北町 黄：松田町 緑：秦野市 水色：開成町 青：大井町 紫：中井町）

- 明治22年（1889年）4月1日 - 町村制の施行により、以下の町村が発足する。仙石原村は足柄下郡に移管。（26村）
  - 寄村（単独村制。現：松田町）
  - 上秦野村 ← 菖蒲村、八沢村、柳川村、三廻部村（現：秦野市）
  - 井ノ口村（単独村制。現：中井町）
  - 中村 ← 藤沢村、久所村、北田村、遠藤村、田中村、半分形村、岩倉村、古怒田村、鴨沢村、雑色村、松本村、比奈窪村、境村、境別所村（現：中井町）
  - 上中村 ← 栃窪村（現：秦野市）、篠窪村、柳村、高尾村、赤田村（現：大井町）
  - 山田村（単独村制。現：大井町）
  - 曽我村 ← 上曽我村、曽我大沢村、鬼柳村、下大井村（現：小田原市）、西大井村、上大井村（現：大井町）
  - 金田村 ← 金子村、金手村（現：大井町）
  - 松田村 ← 神山村、松田惣領、松田庶子（現：松田町）
  - 川村 ← 川村岸、川村向原、川村山北（現：山北町）
  - 共和村 ← 都夫良野村、皆瀬川村（現：山北町）
  - 川西村、湯触村、谷ケ村、山市場村、神縄村、玄倉村、中川村、世附村（それぞれ単独村制。現：山北町）
  - 北足柄村 ← 内山村、矢倉沢村（現：南足柄市）、平山村（現：山北町）
  - 南足柄村 ← 苅野村、弘西寺村、雨坪村、福泉村、関本村、猿山村、飯沢村、狩野村、中沼村（現：南足柄市）
  - 福沢村 ← 怒田村、小市村、斑目村、千津島村、壗下村、竹松村（現：南足柄市）
  - 酒田村 ← 岡野村、金井島村、延沢村、円通寺村、中之名村、宮台村、牛島村（現：開成町）
  - 吉田島村（単独村制。現：開成町）
  - 桜井村 ← 曽比村、栢山村（現：小田原市）
  - 岡本村 ← 炭焼所村、和田河原村、駒形新宿、塚原村、三竹山村、岩原村、沼田村（現：南足柄市）
- 明治32年（1899年）7月1日 - 郡制を施行。
- 明治41年（1908年）4月1日 - 中村と井ノ口村が合併して中井村が発足。（25村）
- 明治42年（1909年）4月1日（1町22村）
  - 松田村が町制施行して松田町となる。
  - 中川村・玄倉村・世附村が合併して三保村が発足。
- 明治44年（1911年）4月1日 - 湯触村が川西村に編入。（1町21村）
- 大正12年（1923年）4月1日
  - 郡会が廃止。ただし、郡役所は残務処理のため存続。
  - 川西村・谷ケ村・山市場村が合併して清水村が発足。（1町19村）
- 大正14年（1925年）2月1日 - 神縄村の一部[6]が清水村に、神縄村の残部[7]が三保村に分割編入。（1町18村）
- 大正15年（1926年）7月1日 - 郡役所が廃止。以降は地域区分名称となる。
- 昭和8年（1933年）4月1日 - 川村が町制施行・改称して山北町となる。（2町17村）
- 昭和15年（1940年）4月1日 - 南足柄村が町制施行して南足柄町となる。（3町16村）
- 昭和21年（1946年）11月3日 - 山田村と上中村が合併して相和村が発足。（3町15村）
- 昭和25年（1950年）12月18日 - 桜井村が小田原市に編入。（3町14村）
- 昭和26年（1951年）6月20日 - 相和村の一部（大字栃窪）が中郡西秦野村に編入。
- 昭和30年（1955年）
  - 2月1日（4町9村）
    - 山北町・共和村・三保村・清水村が合併し、改めて山北町が発足。
    - 酒田村・吉田島村が合併して開成町が発足。

  - 4月1日（4町5村）
    - 松田町・寄村が合併し、改めて松田町が発足。
    - 南足柄町・福沢村・岡本村および北足柄村の一部（大字内山・矢倉沢）が合併し、改めて南足柄町が発足。
    - 北足柄村の残部（大字平山）が山北町に編入。

  - 7月28日 - 上秦野村が中郡西秦野村と合併して中郡西秦野町となり、郡から離脱。（4町4村）
- 昭和31年（1956年）4月1日（5町1村）
  - 金田村・相和村および曽我村の一部（大字西大井、上大井）が合併して大井町が発足。
  - 曽我村の残部（大字上曽我、曽我大沢、鬼柳、下大井）が小田原市に編入。
- 昭和33年（1958年）12月1日 - 中井村が町制施行して中井町となる。（6町）
- 昭和47年（1972年）4月1日 - 南足柄町が市制施行して南足柄市となり、郡から離脱。（5町）

### 変遷表
| 明治以前   | 明治元年 - 明治22年 | 明治22年 4月1日 町村制施行 | 明治22年 - 明治45年        | 大正元年 - 昭和19年           | 昭和20年 - 昭和24年    | 昭和25年 - 昭和29年                | 昭和30年 - 昭和34年           | 昭和35年 - 現在              | 現在     |
| ---------- | ------------------- | -------------------------- | -------------------------- | ----------------------------- | ---------------------- | ---------------------------------- | ----------------------------- | ---------------------------- | -------- |
| 菖蒲村     | 菖蒲村              | 上秦野村                   | 上秦野村                   | 上秦野村                      | 上秦野村               | 上秦野村                           | 昭和30年7月28日 中郡西秦野町  | 昭和38年1月1日 秦野市に編入  | 秦野市   |
| 八沢村     | 八沢村              | 上秦野村                   | 上秦野村                   | 上秦野村                      | 上秦野村               | 上秦野村                           | 昭和30年7月28日 中郡西秦野町  | 昭和38年1月1日 秦野市に編入  | 秦野市   |
| 柳川村     | 柳川村              | 上秦野村                   | 上秦野村                   | 上秦野村                      | 上秦野村               | 上秦野村                           | 昭和30年7月28日 中郡西秦野町  | 昭和38年1月1日 秦野市に編入  | 秦野市   |
| 三廻部村   | 三廻部村            | 上秦野村                   | 上秦野村                   | 上秦野村                      | 上秦野村               | 上秦野村                           | 昭和30年7月28日 中郡西秦野町  | 昭和38年1月1日 秦野市に編入  | 秦野市   |
| 栃窪村     | 栃窪村              | 上中村                     | 上中村                     | 上中村                        | 昭和21年11月3日 相和村 | 昭和26年6月20日 中郡西秦野村に編入 | 昭和30年7月28日 中郡西秦野町  | 昭和38年1月1日 秦野市に編入  | 秦野市   |
| 篠窪村     | 篠窪村              | 上中村                     | 上中村                     | 上中村                        | 昭和21年11月3日 相和村 | 相和村                             | 昭和31年4月1日 大井町         | 大井町                       | 大井町   |
| 柳村       | 柳村                | 上中村                     | 上中村                     | 上中村                        | 昭和21年11月3日 相和村 | 相和村                             | 昭和31年4月1日 大井町         | 大井町                       | 大井町   |
| 高尾村     | 高尾村              | 上中村                     | 上中村                     | 上中村                        | 昭和21年11月3日 相和村 | 相和村                             | 昭和31年4月1日 大井町         | 大井町                       | 大井町   |
| 赤田村     | 赤田村              | 上中村                     | 上中村                     | 上中村                        | 昭和21年11月3日 相和村 | 相和村                             | 昭和31年4月1日 大井町         | 大井町                       | 大井町   |
| 山田村     | 山田村              | 山田村                     | 山田村                     | 山田村                        | 昭和21年11月3日 相和村 | 相和村                             | 昭和31年4月1日 大井町         | 大井町                       | 大井町   |
| 金子村     | 金子村              | 金田村                     | 金田村                     | 金田村                        | 金田村                 | 金田村                             | 昭和31年4月1日 大井町         | 大井町                       | 大井町   |
| 金手村     | 金手村              | 金田村                     | 金田村                     | 金田村                        | 金田村                 | 金田村                             | 昭和31年4月1日 大井町         | 大井町                       | 大井町   |
| 上曽我村   | 上曽我村            | 曽我村                     | 曽我村                     | 曽我村                        | 曽我村                 | 曽我村                             | 昭和31年4月1日 大井町         | 大井町                       | 大井町   |
| 曽我大沢村 | 曽我大沢村          | 曽我村                     | 曽我村                     | 曽我村                        | 曽我村                 | 曽我村                             | 昭和31年4月1日 大井町         | 大井町                       | 大井町   |
| 鬼柳村     | 鬼柳村              | 曽我村                     | 曽我村                     | 曽我村                        | 曽我村                 | 曽我村                             | 昭和31年4月1日 大井町         | 大井町                       | 大井町   |
| 下大井村   | 下大井村            | 曽我村                     | 曽我村                     | 曽我村                        | 曽我村                 | 曽我村                             | 昭和31年4月1日 大井町         | 大井町                       | 大井町   |
| 上大井村   | 上大井村            | 曽我村                     | 曽我村                     | 曽我村                        | 曽我村                 | 曽我村                             | 昭和31年4月1日 小田原市に編入 | 小田原市                     | 小田原市 |
| 西大井村   | 西大井村            | 曽我村                     | 曽我村                     | 曽我村                        | 曽我村                 | 曽我村                             | 昭和31年4月1日 小田原市に編入 | 小田原市                     | 小田原市 |
| 曽比村     | 曽比村              | 桜井村                     | 桜井村                     | 桜井村                        | 桜井村                 | 昭和25年12月18日 小田原市に編入    | 小田原市                      | 小田原市                     | 小田原市 |
| 栢山村     | 栢山村              | 桜井村                     | 桜井村                     | 桜井村                        | 桜井村                 | 昭和25年12月18日 小田原市に編入    | 小田原市                      | 小田原市                     | 小田原市 |
| 藤沢村     | 藤沢村              | 中村                       | 明治41年4月1日 中井村      | 中井村                        | 中井村                 | 中井村                             | 昭和33年12月1日 町制 中井町   | 中井町                       | 中井町   |
| 久所村     | 久所村              | 中村                       | 明治41年4月1日 中井村      | 中井村                        | 中井村                 | 中井村                             | 昭和33年12月1日 町制 中井町   | 中井町                       | 中井町   |
| 北田村     | 北田村              | 中村                       | 明治41年4月1日 中井村      | 中井村                        | 中井村                 | 中井村                             | 昭和33年12月1日 町制 中井町   | 中井町                       | 中井町   |
| 遠藤村     | 遠藤村              | 中村                       | 明治41年4月1日 中井村      | 中井村                        | 中井村                 | 中井村                             | 昭和33年12月1日 町制 中井町   | 中井町                       | 中井町   |
| 田中村     | 田中村              | 中村                       | 明治41年4月1日 中井村      | 中井村                        | 中井村                 | 中井村                             | 昭和33年12月1日 町制 中井町   | 中井町                       | 中井町   |
| 半分形村   | 半分形村            | 中村                       | 明治41年4月1日 中井村      | 中井村                        | 中井村                 | 中井村                             | 昭和33年12月1日 町制 中井町   | 中井町                       | 中井町   |
| 岩倉村     | 岩倉村              | 中村                       | 明治41年4月1日 中井村      | 中井村                        | 中井村                 | 中井村                             | 昭和33年12月1日 町制 中井町   | 中井町                       | 中井町   |
| 古怒田村   | 古怒田村            | 中村                       | 明治41年4月1日 中井村      | 中井村                        | 中井村                 | 中井村                             | 昭和33年12月1日 町制 中井町   | 中井町                       | 中井町   |
| 鴨沢村     | 鴨沢村              | 中村                       | 明治41年4月1日 中井村      | 中井村                        | 中井村                 | 中井村                             | 昭和33年12月1日 町制 中井町   | 中井町                       | 中井町   |
| 雑色村     | 雑色村              | 中村                       | 明治41年4月1日 中井村      | 中井村                        | 中井村                 | 中井村                             | 昭和33年12月1日 町制 中井町   | 中井町                       | 中井町   |
| 松本村     | 松本村              | 中村                       | 明治41年4月1日 中井村      | 中井村                        | 中井村                 | 中井村                             | 昭和33年12月1日 町制 中井町   | 中井町                       | 中井町   |
| 比奈窪村   | 比奈窪村            | 中村                       | 明治41年4月1日 中井村      | 中井村                        | 中井村                 | 中井村                             | 昭和33年12月1日 町制 中井町   | 中井町                       | 中井町   |
| 境村       | 境村                | 中村                       | 明治41年4月1日 中井村      | 中井村                        | 中井村                 | 中井村                             | 昭和33年12月1日 町制 中井町   | 中井町                       | 中井町   |
| 境別所村   | 境別所村            | 中村                       | 明治41年4月1日 中井村      | 中井村                        | 中井村                 | 中井村                             | 昭和33年12月1日 町制 中井町   | 中井町                       | 中井町   |
| 井ノ口村   | 井ノ口村            | 井ノ口村                   | 明治41年4月1日 中井村      | 中井村                        | 中井村                 | 中井村                             | 昭和33年12月1日 町制 中井町   | 中井町                       | 中井町   |
| 岡野村     | 岡野村              | 酒田村                     | 酒田村                     | 酒田村                        | 酒田村                 | 酒田村                             | 昭和30年2月1日 開成町         | 開成町                       | 開成町   |
| 金井島村   | 金井島村            | 酒田村                     | 酒田村                     | 酒田村                        | 酒田村                 | 酒田村                             | 昭和30年2月1日 開成町         | 開成町                       | 開成町   |
| 延沢村     | 延沢村              | 酒田村                     | 酒田村                     | 酒田村                        | 酒田村                 | 酒田村                             | 昭和30年2月1日 開成町         | 開成町                       | 開成町   |
| 円通寺村   | 円通寺村            | 酒田村                     | 酒田村                     | 酒田村                        | 酒田村                 | 酒田村                             | 昭和30年2月1日 開成町         | 開成町                       | 開成町   |
| 中之名村   | 中之名村            | 酒田村                     | 酒田村                     | 酒田村                        | 酒田村                 | 酒田村                             | 昭和30年2月1日 開成町         | 開成町                       | 開成町   |
| 宮台村     | 宮台村              | 酒田村                     | 酒田村                     | 酒田村                        | 酒田村                 | 酒田村                             | 昭和30年2月1日 開成町         | 開成町                       | 開成町   |
| 牛島村     | 牛島村              | 酒田村                     | 酒田村                     | 酒田村                        | 酒田村                 | 酒田村                             | 昭和30年2月1日 開成町         | 開成町                       | 開成町   |
| 吉田島村   | 吉田島村            | 吉田島村                   | 吉田島村                   | 吉田島村                      | 吉田島村               | 吉田島村                           | 昭和30年2月1日 開成町         | 開成町                       | 開成町   |
| 神山村     | 神山村              | 松田村                     | 明治42年4月1日 町制 松田町 | 松田町                        | 松田町                 | 松田町                             | 松田町                        | 松田町                       | 松田町   |
| 松田惣領   | 松田惣領            | 松田村                     | 明治42年4月1日 町制 松田町 | 松田町                        | 松田町                 | 松田町                             | 松田町                        | 松田町                       | 松田町   |
| 松田庶子   | 松田庶子            | 松田村                     | 明治42年4月1日 町制 松田町 | 松田町                        | 松田町                 | 松田町                             | 松田町                        | 松田町                       | 松田町   |
| 萱沼村     | 明治8年 寄村        | 寄村                       | 寄村                       | 寄村                          | 寄村                   | 寄村                               | 昭和30年4月1日 松田町に編入   | 松田町                       | 松田町   |
| 弥勒寺村   | 明治8年 寄村        | 寄村                       | 寄村                       | 寄村                          | 寄村                   | 寄村                               | 昭和30年4月1日 松田町に編入   | 松田町                       | 松田町   |
| 虫沢村     | 明治8年 寄村        | 寄村                       | 寄村                       | 寄村                          | 寄村                   | 寄村                               | 昭和30年4月1日 松田町に編入   | 松田町                       | 松田町   |
| 大寺村     | 明治8年 寄村        | 寄村                       | 寄村                       | 寄村                          | 寄村                   | 寄村                               | 昭和30年4月1日 松田町に編入   | 松田町                       | 松田町   |
| 中山村     | 明治8年 寄村        | 寄村                       | 寄村                       | 寄村                          | 寄村                   | 寄村                               | 昭和30年4月1日 松田町に編入   | 松田町                       | 松田町   |
| 宇津茂村   | 明治8年 寄村        | 寄村                       | 寄村                       | 寄村                          | 寄村                   | 寄村                               | 昭和30年4月1日 松田町に編入   | 松田町                       | 松田町   |
| 土佐原村   | 明治8年 寄村        | 寄村                       | 寄村                       | 寄村                          | 寄村                   | 寄村                               | 昭和30年4月1日 松田町に編入   | 松田町                       | 松田町   |
| 苅野岩村   | 明治8年 苅野村      | 南足柄村                   | 南足柄村                   | 昭和15年4月1日 町制 南足柄町  | 南足柄町               | 南足柄町                           | 昭和30年4月1日 南足柄町       | 昭和47年4月1日 市制 南足柄市 | 南足柄市 |
| 苅野一色村 | 明治8年 苅野村      | 南足柄村                   | 南足柄村                   | 昭和15年4月1日 町制 南足柄町  | 南足柄町               | 南足柄町                           | 昭和30年4月1日 南足柄町       | 昭和47年4月1日 市制 南足柄市 | 南足柄市 |
| 弘西寺村   | 弘西寺村            | 南足柄村                   | 南足柄村                   | 昭和15年4月1日 町制 南足柄町  | 南足柄町               | 南足柄町                           | 昭和30年4月1日 南足柄町       | 昭和47年4月1日 市制 南足柄市 | 南足柄市 |
| 雨坪村     | 雨坪村              | 南足柄村                   | 南足柄村                   | 昭和15年4月1日 町制 南足柄町  | 南足柄町               | 南足柄町                           | 昭和30年4月1日 南足柄町       | 昭和47年4月1日 市制 南足柄市 | 南足柄市 |
| 福泉村     | 福泉村              | 南足柄村                   | 南足柄村                   | 昭和15年4月1日 町制 南足柄町  | 南足柄町               | 南足柄町                           | 昭和30年4月1日 南足柄町       | 昭和47年4月1日 市制 南足柄市 | 南足柄市 |
| 関本村     | 関本村              | 南足柄村                   | 南足柄村                   | 昭和15年4月1日 町制 南足柄町  | 南足柄町               | 南足柄町                           | 昭和30年4月1日 南足柄町       | 昭和47年4月1日 市制 南足柄市 | 南足柄市 |
| 猿山村     | 猿山村              | 南足柄村                   | 南足柄村                   | 昭和15年4月1日 町制 南足柄町  | 南足柄町               | 南足柄町                           | 昭和30年4月1日 南足柄町       | 昭和47年4月1日 市制 南足柄市 | 南足柄市 |
| 飯沢村     | 飯沢村              | 南足柄村                   | 南足柄村                   | 昭和15年4月1日 町制 南足柄町  | 南足柄町               | 南足柄町                           | 昭和30年4月1日 南足柄町       | 昭和47年4月1日 市制 南足柄市 | 南足柄市 |
| 狩野村     | 狩野村              | 南足柄村                   | 南足柄村                   | 昭和15年4月1日 町制 南足柄町  | 南足柄町               | 南足柄町                           | 昭和30年4月1日 南足柄町       | 昭和47年4月1日 市制 南足柄市 | 南足柄市 |
| 中沼村     | 中沼村              | 南足柄村                   | 南足柄村                   | 昭和15年4月1日 町制 南足柄町  | 南足柄町               | 南足柄町                           | 昭和30年4月1日 南足柄町       | 昭和47年4月1日 市制 南足柄市 | 南足柄市 |
| 怒田村     | 怒田村              | 福沢村                     | 福沢村                     | 福沢村                        | 福沢村                 | 福沢村                             | 昭和30年4月1日 南足柄町       | 昭和47年4月1日 市制 南足柄市 | 南足柄市 |
| 小市村     | 小市村              | 福沢村                     | 福沢村                     | 福沢村                        | 福沢村                 | 福沢村                             | 昭和30年4月1日 南足柄町       | 昭和47年4月1日 市制 南足柄市 | 南足柄市 |
| 斑目村     | 斑目村              | 福沢村                     | 福沢村                     | 福沢村                        | 福沢村                 | 福沢村                             | 昭和30年4月1日 南足柄町       | 昭和47年4月1日 市制 南足柄市 | 南足柄市 |
| 千津島村   | 千津島村            | 福沢村                     | 福沢村                     | 福沢村                        | 福沢村                 | 福沢村                             | 昭和30年4月1日 南足柄町       | 昭和47年4月1日 市制 南足柄市 | 南足柄市 |
| 壗下村     | 壗下村              | 福沢村                     | 福沢村                     | 福沢村                        | 福沢村                 | 福沢村                             | 昭和30年4月1日 南足柄町       | 昭和47年4月1日 市制 南足柄市 | 南足柄市 |
| 竹松村     | 竹松村              | 福沢村                     | 福沢村                     | 福沢村                        | 福沢村                 | 福沢村                             | 昭和30年4月1日 南足柄町       | 昭和47年4月1日 市制 南足柄市 | 南足柄市 |
| 炭焼所村   | 炭焼所村            | 岡本村                     | 岡本村                     | 岡本村                        | 岡本村                 | 岡本村                             | 昭和30年4月1日 南足柄町       | 昭和47年4月1日 市制 南足柄市 | 南足柄市 |
| 和田河原村 | 和田河原村          | 岡本村                     | 岡本村                     | 岡本村                        | 岡本村                 | 岡本村                             | 昭和30年4月1日 南足柄町       | 昭和47年4月1日 市制 南足柄市 | 南足柄市 |
| 駒形新宿   | 駒形新宿            | 岡本村                     | 岡本村                     | 岡本村                        | 岡本村                 | 岡本村                             | 昭和30年4月1日 南足柄町       | 昭和47年4月1日 市制 南足柄市 | 南足柄市 |
| 塚原村     | 塚原村              | 岡本村                     | 岡本村                     | 岡本村                        | 岡本村                 | 岡本村                             | 昭和30年4月1日 南足柄町       | 昭和47年4月1日 市制 南足柄市 | 南足柄市 |
| 三竹山村   | 三竹山村            | 岡本村                     | 岡本村                     | 岡本村                        | 岡本村                 | 岡本村                             | 昭和30年4月1日 南足柄町       | 昭和47年4月1日 市制 南足柄市 | 南足柄市 |
| 岩原村     | 岩原村              | 岡本村                     | 岡本村                     | 岡本村                        | 岡本村                 | 岡本村                             | 昭和30年4月1日 南足柄町       | 昭和47年4月1日 市制 南足柄市 | 南足柄市 |
| 沼田村     | 沼田村              | 岡本村                     | 岡本村                     | 岡本村                        | 岡本村                 | 岡本村                             | 昭和30年4月1日 南足柄町       | 昭和47年4月1日 市制 南足柄市 | 南足柄市 |
| 内山村     | 内山村              | 北足柄村                   | 北足柄村                   | 北足柄村                      | 北足柄村               | 北足柄村                           | 昭和30年4月1日 南足柄町       | 昭和47年4月1日 市制 南足柄市 | 南足柄市 |
| 矢倉沢村   | 矢倉沢村            | 北足柄村                   | 北足柄村                   | 北足柄村                      | 北足柄村               | 北足柄村                           | 昭和30年4月1日 南足柄町       | 昭和47年4月1日 市制 南足柄市 | 南足柄市 |
| 平山村     | 平山村              | 北足柄村                   | 北足柄村                   | 北足柄村                      | 北足柄村               | 北足柄村                           | 昭和30年4月1日 山北町に編入   | 山北町                       | 山北町   |
| 川村岸     | 川村岸              | 川村                       | 川村                       | 昭和8年4月1日 町制改称 山北町 | 山北町                 | 山北町                             | 昭和30年2月1日 山北町         | 山北町                       | 山北町   |
| 川村向原   | 川村向原            | 川村                       | 川村                       | 昭和8年4月1日 町制改称 山北町 | 山北町                 | 山北町                             | 昭和30年2月1日 山北町         | 山北町                       | 山北町   |
| 川村山北   | 川村山北            | 川村                       | 川村                       | 昭和8年4月1日 町制改称 山北町 | 山北町                 | 山北町                             | 昭和30年2月1日 山北町         | 山北町                       | 山北町   |
| 都夫良野村 | 都夫良野村          | 共和村                     | 共和村                     | 共和村                        | 共和村                 | 共和村                             | 昭和30年2月1日 山北町         | 山北町                       | 山北町   |
| 皆瀬川村   | 皆瀬川村            | 共和村                     | 共和村                     | 共和村                        | 共和村                 | 共和村                             | 昭和30年2月1日 山北町         | 山北町                       | 山北町   |
| 川西村     | 川西村              | 川西村                     | 明治44年4月1日 川西村      | 大正12年4月1日 清水村         | 清水村                 | 清水村                             | 昭和30年2月1日 山北町         | 山北町                       | 山北町   |
| 湯触村     | 湯触村              | 湯触村                     | 明治44年4月1日 川西村      | 大正12年4月1日 清水村         | 清水村                 | 清水村                             | 昭和30年2月1日 山北町         | 山北町                       | 山北町   |
| 谷ケ村     | 谷ケ村              | 谷ケ村                     | 谷ケ村                     | 大正12年4月1日 清水村         | 清水村                 | 清水村                             | 昭和30年2月1日 山北町         | 山北町                       | 山北町   |
| 山市場村   | 山市場村            | 山市場村                   | 山市場村                   | 大正12年4月1日 清水村         | 清水村                 | 清水村                             | 昭和30年2月1日 山北町         | 山北町                       | 山北町   |
| 神縄村     | 神縄村              | 神縄村                     | 神縄村                     | 大正14年2月1日 清水村に編入   | 清水村                 | 清水村                             | 昭和30年2月1日 山北町         | 山北町                       | 山北町   |
| 神縄村     | 神縄村              | 神縄村                     | 神縄村                     | 大正14年2月1日 三保村に編入   | 三保村                 | 三保村                             | 昭和30年2月1日 山北町         | 山北町                       | 山北町   |
| 中川村     | 中川村              | 中川村                     | 明治42年4月1日 三保村      | 三保村                        | 三保村                 | 三保村                             | 昭和30年2月1日 山北町         | 山北町                       | 山北町   |
| 玄倉村     | 玄倉村              | 玄倉村                     | 明治42年4月1日 三保村      | 三保村                        | 三保村                 | 三保村                             | 昭和30年2月1日 山北町         | 山北町                       | 山北町   |
| 世附村     | 世附村              | 世附村                     | 明治42年4月1日 三保村      | 三保村                        | 三保村                 | 三保村                             | 昭和30年2月1日 山北町         | 山北町                       | 山北町   |

## 行政
歴代郡長
『神奈川県史 別編1 人物』による。
| 代 | 氏名       | 就任年月日                 | 退任年月日                | 備考                   |
| -- | ---------- | -------------------------- | ------------------------- | ---------------------- |
| 1  | 中村舜次郎 | 明治11年（1878年）11月18日 | 明治19年（1886年）9月     |                        |
| 2  | 白根大道   | 明治19年（1886年）9月      | 明治21年（1888年）9月     |                        |
| 3  | 松尾豊材   | 明治21年（1888年）10月     | 明治24年（1891年）11月    |                        |
| 4  | 中村舜次郎 | 明治24年（1891年）11月     | 明治29年（1896年）6月     | 初代の再任             |
| 5  | 荒木義諦   | 明治29年（1896年）6月      | 明治33年（1900年）12月    |                        |
| 6  | 青木往晴   | 明治33年（1900年）12月     | 明治34年（1901年）4月     |                        |
| 7  | 北村武表   | 明治34年（1901年）4月      | 明治40年（1907年）11月    |                        |
| 8  | 菊地芳二   | 明治40年（1907年）12月     | 明治45年（1912年）5月     |                        |
| 9  | 吉沢誠一   | 明治45年（1912年）5月      | 大正7年（1918年）6月      |                        |
| 10 | 大久保住吉 | 大正7年（1918年）6月       | 大正10年（1921年）6月     |                        |
| 11 | 武井群嗣   | 大正10年（1921年）6月      | 大正11年（1922年）7月     |                        |
| 12 | 田中鉐雄   | 大正11年（1922年）7月      | 大正15年（1926年）6月30日 | 郡役所廃止により、廃官 |